# UK Trade & Investment

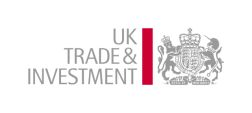

UK Trade & Investment (UKTI) war die Außenhandelswirtschaftsförderung der britischen Regierung.
UKTI beriet und unterstützte britische Unternehmen beim Handel im Ausland (Trade) und ausländische Unternehmen bei Investitionen in Großbritannien (Investment).
Im Jahr 2016 hat das neu gegründete Department for International Trade diese Funktionen übernommen.
Sitz von UK Trade & Investment war London; die Organisation war über eigene Büros und/oder britische Konsulate in etwa 200 Ländern weltweit vertreten. In Deutschland unterhielt UK Trade & Investment eigene Dependancen in der britischen Botschaft in Berlin und den Generalkonsulaten von Düsseldorf und München. Im gesamten Netzwerk beschäftigte UK Trade & Investment etwa 2.300 Mitarbeiter. Das Jahresbudget lag 2009/10 bei £ 270 Mio.
UK Trade & Investment bündelte sowohl Aufgaben des britischen Außenministeriums (Foreign & Commonwealth Office – FCO) als auch des britischen Wirtschaftsministeriums (Department for Business, Enterprise and Regulatory Reform – BERR). UK Trade & Investment nutzte eine eigene Finanzierungsbasis, darüber hinaus standen Mittel aus beiden Ministerien zur Verfügung.
UK Trade & Investment war für die jährliche Publikation der Zahlen ausländischer Direktinvestitionen im Vereinigten Königreich zuständig.